# Lotyšsko na Letních olympijských hrách 2008
Lotyšsko se účastnilo Letní olympiády 2008. Zastupovalo jej 47 sportovců (29 mužů a 18 žen) v 11 sportech.

## Medailisté
| Medaile | Jméno              | Sport      | Soutěž           |
| ------- | ------------------ | ---------- | ---------------- |
| Zlato   | Māris Štrombergs   | Cyklistika | muži BMX         |
| Stříbro | Ainārs Kovals      | Atletika   | Muži hod oštěpem |
| Bronz   | Viktors Ščerbatihs | Vzpírání   | Muži nad 105 kg  |